# Fighting Irish
Fighting Irish («Битва Ирландцев») — семнадцатая серия тринадцатого сезона мультсериала «Гриффины». Премьерный показ состоялся 3 мая 2015 года на канале FOX.

## Сюжет
Гленн приглашает друзей на вечеринку Куагфест, посвященную тысячному сексуальному покорению Куагмира. В это самое время по новостям сообщается, что рядом с Куахогом проходят съемки нового фильма, Лиам Нисон в главной роли. Питер хвастается, как он хочет подраться с ним, якобы победить Лиама Нисона для него — раз плюнуть. Однако, Джо, Кливленд останавливают Гриффина, жалуясь, что он постоянно клянется побить голливудскую звезду.  Праздник удается на славу: вся улица Спунер-стрит полна гостей своеобразного фестиваля. В конце дня Гленн наконец свершает сношение с окунем, подчеркивая, что сам он немного странный.
Лоис в детском саду, куда ходит Стьюи, предлагают временную работу, на что она соглашается. Сам Стьюи в бешенстве: он не может допустить мать на свою территорию. Однако, уже скоро Лоис приступает к своим обязанностям. Стьюи очень быстро начинает ревновать её к Лэндону, мальчику из своей группы. На что только не идет он, лишь бы привлечь внимание своей матери исключительно к себе: подкидывает Лэндону неочищенный виноград, заставляет его мать пожалеть себя, но все бесполезно. Стьюи в отчаянии плачет и все высказывает Лоис, которая догадывается, что её малыш ревнует мать к остальным детям. Тогда она обещает Стьюи немедленно уйти из детского сада.
И снова Питер в баре хвастается перед друзьями, угрожая побить Лиама Нисона. Тогда парни предлагают Питеру поехать к месту съемок фильма, где сейчас и находится голливудский актер. Прибыв на место, Питер притворяется священником, чтобы заманить Лиама в будку для исповеди. Тем не менее, Питер оказывается в тюрьме, попадая туда за незаконное вторжение на съемочную площадку. Уже в камере Питеру говорят о том, что за него внесен залог. В камеру входит... Лиам Нисон. Он уже в курсе того, что Питер угрожал ему расправой и собирается побить Гриффина прямо здесь и сейчас. Питер в панике: он сознается, что говорил так лишь для того, чтобы похвастаться перед друзьями. Тогда Лиам обещает не бить его, если тот будет выполнять все его странные поручения. Так проходит некоторое время, пока Джо, Гленн и Кливленд не врываются в домик Лиама, застав там Питера, помогающего Лиаму. Гриффин во всем сознается и заявляет Лиаму, что больше не станет ему помогать. Завязывается драка, в которой Лиам очень скоро одерживает победу, избив Питера. Горе-бойцу стыдно перед друзьями, но парни в восторге: только что их друг подрался с самим Лиамом Нисоном!

## Рейтинги
- Рейтинг эпизода составил 1.6 среди возрастной группы 18-49 лет.
- Серию посмотрело порядка 3.71 миллиона человек.
- Серия стала первой по просматриваемости в тот вечер Animation Domination на канале FOX.[1]

## Критика
Джесси Шедин, обозреватель из IGN, написал: «весьма стандартный, посредственный эпизод "Гриффинов", подпорченный слишком большим количеством вставок и отсылок к поп-культуре». Однако, он также отметил, что присутствие в эпизоде такой звезды, как Лиам Нисон, сделало эпизод более насыщенным и интересным.